# Draconetta xenica
Draconetta xenica is een straalvinnige vissensoort uit de familie van pitvissen (Draconettidae). De wetenschappelijke naam van de soort is voor het eerst geldig gepubliceerd in 1903 door Jordan & Fowler.